# Lechia Gdańsk
Klub Sportowy Lechia Gdańsk Spółka Akcyjna (deutsch Sportverein Lechland Danzig Aktiengesellschaft), kurz Lechia Gdańsk und im deutschen Sprachraum auch Lechia Danzig genannt, ist ein Fußballklub aus der an der Ostsee gelegenen Stadt Danzig (polnisch Gdańsk). Der 1945 gegründete Verein feierte im Jahre 1983 mit dem Gewinn des polnischen Fußballpokals seinen größten Erfolg. Lechia spielt derzeit (Stand: Saison 2025/26) in der höchsten polnischen Spielklasse, der Ekstraklasa. Heimspielstätte ist seit der Saison 2011/12 das Stadion Gdańsk.

## Geschichte
Der Verein wurde 1945 als KS BOP Baltia Gdańsk gegründet, änderte jedoch ein Jahr später seinen Namen in KS Lechia Gdańsk. 1948 gelang der Aufstieg in die erste Liga, aus der man jedoch als Tabellenletzter gleich wieder abstieg. 1951 gelang der Wiederaufstieg, dem der direkte Abstieg 1952 folgte. 1954 gelang die erneute Rückkehr ins Oberhaus.
1955 zog der Klub ins Finale des polnischen Fußballpokals ein, verlor jedoch gegen Legia Warschau. Die folgende Saison wurde als Tabellendritter beendet.
1963 stieg Lechia Gdańsk aus der ersten Liga ab und pendelte in den folgenden Jahren zwischen zweiter und dritter polnischer Liga. Als Drittligist gelang 1983 der größte Erfolg der Vereinsgeschichte, als man Piast Gliwice im Pokalfinale mit 2:1 besiegte. Im gleichen Jahr gelang auch der Aufstieg in die zweite Liga. Als Pokalsieger für den Europapokal der Pokalsieger qualifiziert traf man dort auf Juventus Turin und verlor beide Spiele mit 2:3 respektive 0:7. Am Ende der Saison stand dennoch ein Erfolg, denn nach 21 Jahren Abwesenheit stieg der Klub erneut in die erste Liga auf.
1988 stieg man wieder ab und kehrte erst nach der Fusion mit Olimpia Posen 1995 zurück. Jedoch blieb der Erfolg aus und man stieg zwei Mal in Folge ab und spielte ab 1997 wieder drittklassig. Durch die Fusion mit dem Zweitligisten Polonia Gdańsk 1998 war man wieder zweitklassig.
2001 trennte man sich von der Gemeinschaft mit Polonia und startete eigenständig in der sechsten Liga. Ein Jahr später wurde die Sportgemeinschaft OSP Lechia Gdańsk als unabhängiger Sportklub neugegründet, um die Tradition der Fußball-Sektion der KS Lechia fortzuführen.
In den folgenden Jahren gelang der Durchmarsch in die oberste Liga (Ekstraklasa), in der man von der Saison 2008/09 bis zum Abstieg 2023 spielte.

### Statistik
- 1. Liga-Debüt – gegen KS Cracovia 1:5 (1949)
- höchste Siege – 6:1 gegen Polonia Bydgoszcz (1961), 5:0 gegen KS Cracovia (1952), Zagłębie Sosnowiec (1957) und Arkonia Szczecin (1962)
- höchste Niederlagen – 0:8 gegen Polonia Bytom (1949) und Odra Opole (1961)

## Fans

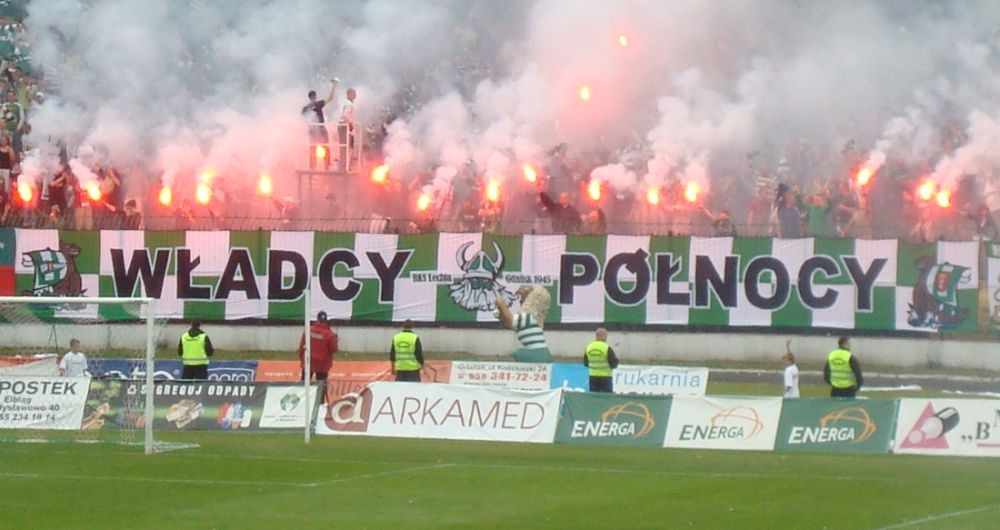
Lechia-Fans

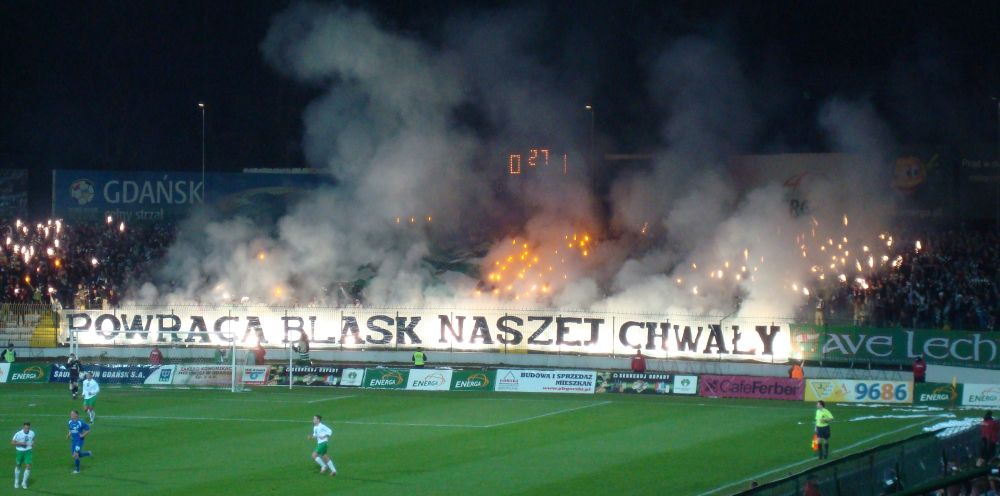
Lechia Stadion: Traugutta 29

Eine große Rivalität besteht zwischen den Fans von Lechia Gdańsk und denen von Arka Gdynia. Es geht hier weniger um sportliche Hintergründe als vielmehr um geographische, da beide Lager für sich beanspruchen, die „Herrscher des Nordens“ zu sein. Des Weiteren sind die Danziger Anhänger sehr unbeliebt bei den Fans der Vereine KS Cracovia, Lech Posen, Polonia Warschau, Pogon Szczecin, Zawisza Bydgoszcz u. v. m., was auf die Vergangenheit zurückzuführen ist.
Eine Fanfreundschaft gibt es seit 1977 mit den Anhängern von Śląsk Wrocław. Das Aufeinandertreffen der beiden Vereine wird oft als Mecz Przyjaźni (Freundschaftsspiel) bezeichnet. Eine langjährige Freundschaft der beiden Vereine zu Wisła Kraków, bezeichnet als Trzej Królowie Wielkich Miast (Drei Könige der großen Städte), wurde im Sommer 2016 beendet, nachdem Wisła sich mit Ruch Chorzów und Widzew Łódź angefreundet hatte.
Am 19. März 2013 starben zwei Mitglieder eines Fanclubs des Vereines, als der Bus bei Włocławek eine Leitplanke durchbrach und auf die Seite stürzte. 34 weitere Fans wurden verletzt, darunter zehn schwer, die übrigen 24 Fans erlitten leichtere Prellungen und Blessuren.

## Erfolge
- Polnischer Pokalsieger: 1983, 2019
  - Pokalfinalist: 1955, 2020
- Polnischer Supercupsieger: 1983, 2019
- U19-Jugend-Meister: 1957
- U17-Jugend-Meister: 1993, 1995, 2004

## Namensänderungen
- (1945) Baltia Gdańsk

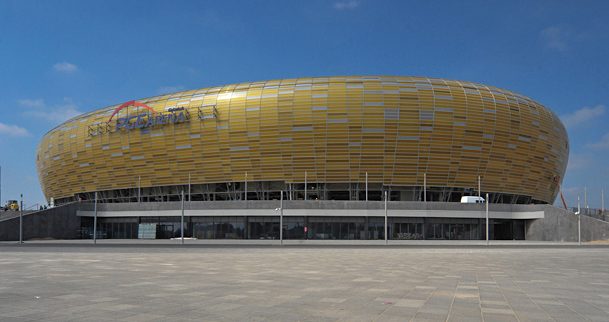
Stadion Energa Gdańsk

- (1946) KS (Klub Sportowy) Lechia Gdańsk
- (1950) Budowlani Gdańsk
- (1955) BKS (Budowlany Klub Sportowy) Lechia Gdańsk
- (1992) FC Lechia Gdańsk
- (1995) Lechia/Olimpia Gdańsk (die Fusion)
- (1996) Lechia Gdańsk
- (1998) Lechia/Polonia Gdańsk (die Fusion)
- (2001) OSP (Ośrodek Szkolenia Piłkarskiego) Lechia Gdańsk

## Kader 2024/25
| Nr. |                         | Position | Name                 |
| --- | ----------------------- | -------- | -------------------- |
| 1   | Polen                   | TW       | Szymon Weirauch      |
| 3   | Schweden                | AB       | Elias Olsson         |
| 4   | Rumänien                | AB       | Andrei Chindriș      |
| 5   | Ukraine                 | MF       | Iwan Schelisko       |
| 6   | Schweden                | MF       | Karl Wendt           |
| 7   | Kolumbien               | MF       | Camilo Mena          |
| 8   | Bosnien und Herzegowina | MF       | Rifet Kapić          |
| 9   | Ukraine                 | ST       | Bohdan Wjunnyk       |
| 10  | Spanien                 | ST       | Luis Fernández       |
| 11  | Polen                   | AB       | Dominik Piła         |
| 16  | Australien              | MF       | Louis D’Arrigo       |
| 19  | Ukraine                 | MF       | Serhij Buleza        |
| 20  | Brasilien               | AB       | Conrado              |
| 22  | Polen                   | TW       | Bartłomiej Kałduński |

| Nr. |            | Position | Name              |
| --- | ---------- | -------- | ----------------- |
| 23  | Polen      | AB       | Miłosz Kałahur    |
| 24  | Polen      | AB       | Bartosz Brylowski |
| 29  | Ukraine    | TW       | Bohdan Sarnawskyj |
| 30  | Ukraine    | MF       | Maksym Chlan      |
| 42  | Polen      | MF       | Adam Kardaś       |
| 45  | Polen      | AB       | Marcel Bajko      |
| 69  | Polen      | MF       | Jan Biegański     |
| 72  | Polen      | AB       | Filip Koperski    |
| 77  | Polen      | ST       | Bartosz Borkowski |
| 79  | Polen      | ST       | Kacper Sezonienko |
| 81  | Polen      | TW       | Kacper Gutowski   |
| 89  | Slowakei   | ST       | Tomáš Bobček      |
| 94  | Frankreich | AB       | Loup-Diwan Gueho  |
| 99  | Polen      | MF       | Tomasz Neugebauer |

## Bekannte Spieler
- Danijel Aleksić
- Ariel Borysiuk
- Tomasz Dawidowski
- Zygmunt Gadecki
- Gerson
- Martin Kobylański
- Roman Korynt
- Marek Ługowski
- Daniel Łukasik
- Neven Marković
- Daisuke Matsui
- Bartłomiej Pawłowski
- Denis Perger
- Roman Rogocz
- Łukasz Trałka
- Sławomir Wojciechowski

## Bekannte Trainer
- Paweł Janas (2011–12)
- Thomas von Heesen (2015)
- Michał Probierz (2013–14)
- Jerzy Brzęczek (2014–15)
- Piotr Nowak (2016–17)

## Alle Saisons
| Jahre 1949–1969 - 1949: 1. Liga, 12. Platz -> Abstieg in 2. Liga - 1950: 2. Liga, 6. Platz - 1951: 2. Liga, 1. Platz -> Aufstieg in 1. Liga - 1952: 1. Liga, 4. Platz - 1953: 1. Liga, 12. Platz -> Abstieg in 2. Liga - 1954: 2. Liga, 2. Platz -> Aufstieg in 1. Liga - 1955: 1. Liga, 5. Platz - 1956: 1. Liga, 3. Platz - 1957: 1. Liga, 5. Platz - 1958: 1. Liga, 8. Platz - 1959: 1. Liga, 6. Platz - 1960: 1. Liga, 9. Platz - 1961: 1. Liga, 8. Platz - 1962: 1. Liga, 5. Platz - 1962/63: 1. Liga, 13. Platz -> Abstieg in 2. Liga - 1963/64: 2. Liga, 10. Platz - 1964/65: 2. Liga, 7. Platz - 1965/66: 2. Liga, 6. Platz - 1966/67: 2. Liga, 13. Platz -> Abstieg in 3. Liga - 1967/68: 3. Liga, 2. Platz - 1968/69: 3. Liga, 5. Platz - 1969/70: 3. Liga, 3. Platz | Jahre 1970–1989 - 1970/71: 3. Liga, ?. Platz - 1971/72: 3. Liga, 1. Platz -> Aufstieg in 2. Liga - 1972/73: 2. Liga, 7. Platz - 1973/74: 2. Liga, 4. Platz - 1974/75: 2. Liga, 2. Platz - 1975/76: 2. Liga, 2. Platz - 1976/77: 2. Liga, 5. Platz - 1977/78: 2. Liga, 2. Platz - 1978/79: 2. Liga, 3. Platz - 1979/80: 2. Liga, 6. Platz - 1980/81: 2. Liga, 7. Platz - 1981/82: 2. Liga, 14. Platz -> Abstieg in 3. Liga - 1982/83: 3. Liga, 1. Platz -> Aufstieg in 2. Liga - 1983/84: 2. Liga, 1. Platz -> Aufstieg in 1. Liga - 1984/85: 1. Liga, 12. Platz - 1985/86: 1. Liga, 14. Platz - 1986/87: 1. Liga, 11. Platz - 1987/88: 1. Liga, 12. Platz -> Abstieg in 2. Liga - 1988/89: 2. Liga, 10. Platz - 1989/90: 2. Liga, 11. Platz | Jahre 1990–2009 - 1990/91: 2. Liga, 12. Platz - 1991/92: 2. Liga, 8. Platz - 1992/93: 2. Liga, 6. Platz - 1993/94: 2. Liga, 14. Platz - 1994/95: 2. Liga, ?. Platz -> Aufstieg in 1. Liga - 1995/96: 1. Liga, 16. Platz -> Abstieg in 2. Liga - 1996/97: 2. Liga, 15. Platz -> Abstieg in 3. Liga - 1997/98: 3. Liga, 3. Platz -> Aufstieg in 2. Liga - 1998/99: 2. Liga, 7. Platz - 1999/00: 2. Liga, 14. Platz - 2000/01: 2. Liga, 19. Platz -> Abstieg in 3. Liga - 2001/02: 6. Liga (A-Klasa), 1. Platz -> Aufstieg in 5. Liga - 2002/03: 5. Liga (klasa okręgowa), 1. Platz -> Aufstieg in 4. Liga - 2003/04: 4. Liga, 1. Platz -> Aufstieg in 3. Liga - 2004/05: 3. Liga, 1. Platz -> Aufstieg in 2. Liga - 2005/06: 2. Liga, 10. Platz - 2006/07: 2. Liga, 5. Platz - 2007/08: 2. Liga, 1. Platz -> Aufstieg in Ekstraklasa - 2008/09: Ekstraklasa, 11. Platz - 2009/10: Ekstraklasa, 8. Platz | Jahre 2010–heute - 2010/11: Ekstraklasa, 8. Platz - 2011/12: Ekstraklasa, 13. Platz - 2012/13: Ekstraklasa, 8. Platz - 2013/14: Ekstraklasa, 4. Platz - 2014/15: Ekstraklasa, 5. Platz - 2015/16: Ekstraklasa, 5. Platz - 2016/17: Ekstraklasa, 4. Platz - 2017/18: Ekstraklasa, 13. Platz - 2018/19: Ekstraklasa, 3. Platz - 2019/20: Ekstraklasa, 4. Platz - 2020/21: Ekstraklasa, 7. Platz - 2021/22: Ekstraklasa, 4. Platz - 2022/23: Ekstraklasa, 17. Platz -> Abstieg |

## Rugbyabteilung
Das Rugby-Team des Vereins gewann zehnmal die polnische Meisterschaft, zuletzt 2002.

## Film
Der Film How I Fell in Love with a Gangster (von Maciej Kawulski 2022) erzählt von dem Aufstieg des polnischen Gangsters Nikodem Skotarczak und dass sein Engagement in dem Club hinter dem Aufstieg von Lechia Danzig 1983 stehe.